# Spodnje Medgorje
Spodnje Medgorje (nemško Untermieger) je naselje v Občini Žrelec v Okraju Celovec-dežela na Koroškem v Avstriji.